# Miletus simalurensis
Miletus simalurensis är en fjärilsart som beskrevs av Lambertus Johannes Toxopeus 1928. Miletus simalurensis ingår i släktet Miletus och familjen juvelvingar. Inga underarter finns listade i Catalogue of Life.